# 市政狗房 (巴士站)
市政狗房（葡萄牙語：Canil Municipal）是位於澳門半島花地瑪堂區的一個中途站，位於美副將大馬路。新福利5X、25、25B路線，澳巴23路線途經該站。

## 歷史
- 2010年12月8日，為配合高士德大馬路下水道重整工程動工，本站以“臨時站”形式設立，5、5X、25、25X、32路線新增停靠本站。[1][2][3][4]

- 2011年8月1日，配合新巴士模式正式實施運作，本站由臨時站調整為永久站點。5X調整以本站為總站。[5][6][7][8][9]

- 2011年12月18日，高士德大馬路重整工程正式竣工，18條受影響路線採取重新分流安排，其中32路線取消停靠本站。[10]

- 2016年1月16日，5X路線總站遷至「沙梨頭北街／筷子基北灣」站，維持停靠本站。[11][12]

- 2017年4月9日，5路線取消停靠本站。[13][14][15]

- 2018年8月10日至8月下旬，配合美副將大馬路重鋪工程，本站暫停使用。[16]

## 設施
- 一個巴士站亭

## 各車道安排
- 單一行車道

## 路線資料
| 新福利 | 5X  | 青洲坊        | ↺ 皇朝                  | - 青洲大馬路（聖德蘭學校） - 逸園賽狗場 - 美副將大馬路（望廈山、愉景花園、鮑思高） - 羅理基（馬六甲街停車場） - 勵庭海景酒店 - 皇朝（文化中心、觀音像海濱休憩區） | 快線 平日尖峰時段服務 例假日及公眾假期停駛 |
| 澳巴   | 23  | 青洲          | ↺ 旅遊塔                | - 美副將大馬路（望廈山、觀音堂、鮑思高） - 二龍喉公園 - 羅理基（馬六甲街停車場） - 金蓮花廣場及大賽車博物館 - 萬龍酒店及理工大學 - 皇朝（宋玉生廣場、柏嘉街、永利） - 亞馬喇前地 - 南灣（新八佰伴、南灣湖、立法會）                                                                                  |                                            |
| 新福利 | 25  | 關閘 關閘總站 | ↺ 路環市區              | - 美副將大馬路（望廈山、愉景花園） - 二龍喉公園 - 得勝花園 - 塔石體育館 - 水坑尾 - 亞馬喇前地 - 史伯泰（麗景灣酒店） - 氹仔市區（泉澧、泉亮） - 氹仔嘉樂庇馬路（茵景園、大潭山壹號） - 路氹連貫公路（新濠天地、倫敦人） - 蓮花路停車場（ 輕軌蓮花站） - 石排灣（公屋群及郊野公園） - 路環警察訓練營  |                                            |
| 新福利 | 25B | 關閘 關閘總站 | 橫琴澳方口岸 輕軌橫琴站 | - 美副將大馬路（望廈山、愉景花園） - 二龍喉公園 - 得勝花園 - 塔石體育館 - 水坑尾 - 亞馬喇前地 - 史伯泰（麗景灣酒店） - 氹仔市區（泉澧、泉裕） - 澳門運動場（ 輕軌運動場站） - 望德聖母灣（ 輕軌排角站） - 路氹連貫公路（新濠天地） - 美獅美高梅及倫敦人 - 鏡湖護理學院 - 蓮花路停車場（ 輕軌蓮花站） |                                            |

## 鄰近公共運輸站
M14 蓮峰游泳池（Piscina Lim Fung）
路線：3、5、25、26A、33
M16 提督馬路／雅廉訪（Av. Alm. Lacerda／Ouvidor Arriaga）
路線：1、3、3X、4、5、8、8A、9、9A、16、16S、17、26、26A、28C、32、33、65、N1B、N2
M107 聖心學校（Esc. S. C. Jesus）
路線：17、18B、19
M274 筷子基衛生中心（Centro de Saúde Fai Chi Kei）
路線：7、16、16S、65

## 外部連結
- 新福利官方網站 （繁體中文） （页面存档备份，存于）
- 澳巴官方網站 （繁體中文） （页面存档备份，存于）